# Stamnodes dryadata
Stamnodes dryadata är en fjärilsart som beskrevs av George Duryea Hulst 1880. Stamnodes dryadata ingår i släktet Stamnodes och familjen mätare. Inga underarter finns listade i Catalogue of Life.